# Ruth F. Allen
Ruth Florence Allen (1879-1963) fue una botánica, micóloga, y fitopatóloga estadounidense; y, la primera mujer en ganar un Ph.D. en botánica por la Universidad de Wisconsin. Su investigación como doctoranda se centró en la reproducción y biología de células de helechos, particularmente el fenómeno de apogamia (formación de un embrión sin fertilización). Más tarde en su carrera, la Dra. Allen cambió su foco hacia la fitopatología. Su principal contribución al campo de la micología y las enfermedades, fue fomentar la comprensión de los hongos royas, un grupo de fitopatógenos de importancia económica. La Dra. Allen completó muchos estudios sobre Puccinia graminis, una vez considerada un agente causante de enfermedades catastróficamente dañinas en los cultivos de cereales antes del descubrimiento de las medidas de manejo actuales (Schumann y Leonard, 2000).

## Educación y Carrera
En 1909, Ruth F. Allen recibió su Ph.D. en botánica por la Universidad de Wisconsin, con su tesis que defendió “Estudios en espermatogénesis y apogamia en helechos”. Después de graduarse, la Dra. Allen trabajó como botánica para la Universidad de Míchigan y en la Estación de Agricultura (USDA) (True, 1914). En 1916, Ruth fue profesora asistente de botánica en Wellesley Universidad, la universidad de artes liberales de mujeres, en Wellesley, Massachusetts (Wellesley College, 1917). Más tarde se mudó a California, donde trabajó en la Universidad de California en Berkeley (American Phytopathological Society, 2008) y la Agencia de Industria Vegetal, USDA y California Estación Experimental Agrícola (Allen, 1931).

## Contribución a la micología
Sus contribuciones importantes al estudio micológico fue a través del campo de la fitopatología. Su trabajo en la citología de la roya Puccinia graminis ayudó a dilucidar el ciclo de vida y patología de este devastador agente fúngico fitopatológico de cultivos de cereales. Esta especie tiene varios formas especiales, variaciones que utilizan plantas huésped específicas pero tienen morfología idéntica (Schumann y Leonard, 2000). El ciclo de vida de Puccinia graminis f. sp. tritici, llamada generalmente roya del trigo, es notoriamente complejo, con cinco tipos de esporas (macrocíclicas) y dos especies vegetales anfitrionas distintas (heteroecios).
Este hongo es un obligado biotrófico (se alimenta con tejido de plantas vivientes) patógeno de cultivos de cereal que puede causar pérdidas de cosecha extensa (Schumann y Leonard, 2000). Hasta el advenimiento de cultivares resistentes, la roya negra del trigo estuvo considerado un patógeno devastador capaz de reinfectar plantas en el mismo campo con el tiempo y logrando niveles de epidemia. La investigación fitopatológica de la Dra. Allen sobre la roya del tallo del trigo en cultivares específicos, contribuyó a la comprensión de cómo controlar ese patógeno de los cereales.

## Legado
Los derechohabientes supervivientes de la Dra. Ruth F. Allen, Sam Emsweller, Mable Nebel, Hally Sax y Evangeline Yarwood, crearon, en 1965, el "Ruth Allen Memorial Fund" a través de la "American Phytopathological Society" (APS). Cada año, se otorga un certificado y premio monetario, a un individuo que hace una "contribución de investigación excepcional e innovadora que ha cambiado, o tiene el potencial para cambiar, la dirección de la investigación en cualquier campo de la fitopatología." Para una lista de los receptores desde 1966 hasta la actualidad, se visualiza en APS sitio web.

## Obra

### Publicaciones importantes
- Allen, RF. 1907. The Development of the Antherozoids in Ferns. Ed. University of Wisconsin--Madison, 84 p.

- Allen, RF. 1914. Studies in spermatogenesis and apogamy in ferns. Trans. of the Wisconsin Academy of Sci. Arts, & Letters 17 (1): 1-56. Edición reimpresa de BiblioLife, 64 p. 2015 ISBN 1347121919, ISBN 9781347121917

- Allen, RF; HDM Jolivette. 1914. A study of the light reactions of Pilobolus. Trans. of the Wisconsin Academy of Sci. Arts, & Letters 17 (1): 533-598.

- Allen, RF. 1923a. A cytological study of infection of Baart and Kanred wheats by Puccinia graminis tritici. J. of Agricultural Res. 23: 131-152.

- Allen, RF. 1923b. Cytological studies of infection of Baart, Kanred, and Mindum wheats by Puccinia graminis tritici form III and XIX. J. of Agricultural Res. 26: 571-604.

- Allen, RF. 1926. Cytological studies of forms 9, 21, and 27 of Puccinia graminis tritici on Khapli emmer. Contribution from Bureau of Plant Industry, 725 p.

- Allen, RF. 1927. A cytological study of orange leaf rust, Puccinia triticina physiologic form 11, on Malakoff wheat. J. of Agricultural Res. 34: 697-714.

- Allen, RF. 1928. A cytological study of Puccinia glumarum on Bromus marginatus and Triticum vulgare. J. of Agricultural Res. 36: 487-513.

- Allen, RF. 1931. Heterothallism in Puccinia triticina. Science 74: 462-463.

- Allen, RF. 1932. "A cytological study of heterothallism in Puccinia triticina". J. of Agricultural Res. 44:10 : 734 - 754

- Allen, RF. 1932 "A cytological study of heterothallism in Puccinia coronata". J. of Agricultural Res. 45:9 : 513 - 541

- Allen, RF. 1933. "Further cytological studies of heterothallism in Puccinia graminis". J. of Agricultural Res. 47:1 : 1 - 16

- Allen, RF. 1933. "A cytological study of the teliospores, promycelia, and sporidia in Puccinia malvacearum". Phytopathology 23:7 : 572 - 586

- Allen, RF. 1933. "The spermatia of corn rust, Puccinia Sorghi". Phytopathology 23:11 : 923 - 925

- Allen, RF. 1934. "Heterothallism in flax rust (Abstract)". Phytopathology 24:10 : 1143

- Allen, RF. 1936. “A cytological study of Erysiphe polygoni on Delphinium”. J. of Agricultural Res. 53:11 : 806, pl. 1.